# Вернер Гюнтер
Вернер Гюнтер (нім. Werner Günthör; нар. 1 червня 1961) — швейцарський легкоатлет, який спеціалізувався на штовханні ядра.

## Спортивні досягнення
Бронзовий олімпійський призер зі штовхання ядра (1988). Фіналіст змагань зі штовхання ядра на двох інших Олімпіадах — 4-е місце у 1992 та 5-е місце у 1984.
Триразовий чемпіон світу зі штовхання ядра (1987, 1991, 1993). Брав участь у змаганнях зі штовхання ядра на першому чемпіонаті світу (1983), де не подолав кваліфікаційного раунду.
Чемпіон світу в приміщенні зі штовхання ядра (1991). Срібний призер чемпіонату світу в приміщенні зі штовхання ядра (1987).
Був 2-м (1989) та 3-м (1992) у змаганнях зі штовхання ядра на Кубках світу.
Чемпіон Європи зі штовхання ядра (1986).
Володар повного комплекту нагород чемпіонатів Європи в приміщенні зі штовхання ядра — золото (1986), срібло (1984, 1987) та бронза (1985).
12-разовий чемпіон Швейцарії зі штовхання ядра (1981, 1982, 1983, 1984, 1985, 1986, 1987, 1988, 1989, 1991, 1992, 1993).
7-разовий чемпіон Швейцарії в приміщенні зі штовхання ядра (1982, 1983, 1984, 1985, 1986, 1987, 1991).
Ексрекордсмен світу та Європи в приміщенні зі штовхання ядра — 22,26 (1987).

## Визнання
- Спортсмен року в Швейцарії (1986, 1987, 1991)